# Prefeituras autônomas da China
Prefeituras autônomas são um tipo de áreas autónomas da China, existentes no nível de prefeitura, com minorias étnicas formando mais de 50% da população ou sendo o lar histórico de minorias significativas. Todas as prefeituras autônomas são maioritariamente dominado, na população, pelos chineses han.O nome oficial de uma prefeitura autônoma inclui o nome da minoria dominante naquela região, às vezes duas, raramente três.
| Província | Nome                                           | Chinês (S)             | Pinyin                              | Minoria designada | nome do local | Capital             |
| --------- | ---------------------------------------------- | ---------------------- | ----------------------------------- | ----------------- | --- | ------------------- |
| Gansu     | Prefeitura autônoma hui de Linxia              | 临夏回族自治州         | Línxià Huízú Zìzhìzhōu              | Hui               | (Os Hui falam Chinês) | Linxia              |
| Gansu     | Prefeitura autônoma tibetana de Gannan         | 甘南藏族自治州         | Gānnán Zàngzú Zìzhìzhōu             | Tibetano          | Tibetano - དཀར་ལྷོ་བོད་རིགས་རང་སྐྱོང་ཁུལ་ / Dkar-lho Bod-rigs rang-skyong-khul                                                      | Hezuo               |
| Guizhou   | Prefeitura autônoma miao e dong de Qiandongnan | 黔东南苗族侗族自治州   | Qiándōngnán Miáozú Dòngzú Zìzhìzhōu | Miao e dong       | ? | Kaili               |
| Guizhou   | Prefeitura autônoma buyei e miao de Qiannan    | 黔南布依族苗族自治州   | Qiánnán Bùyīzú Miáozú Zìzhìzhōu     | Buyei e miao      | ? | Duyun               |
| Guizhou   | Prefeitura autônoma buyei e miao de Qianxinan  | 黔西南布依族苗族自治州 | Qiánxīnán Bùyīzú Miáozú Zìzhìzhōu   | Buyei e miao      | ? | Xingyi              |
| Hubei     | Prefeitura autônoma tujia e miao de Enshi      | 恩施土家族苗族自治州   | Ēnshī Tǔjiāzú Miáozú Zìzhìzhōu      | Tujia e miao      | ? | Enshi               |
| Hunão     | Prefeitura autônoma tujia e miao de Xiangxi    | 湘西土家族苗族自治州   | Xiāngxī Tǔjiāzú Miáozú Zìzhìzhōu    | Tujia e miao      | ? | Jishou              |
| Jilin     | Prefeitura autônoma coreana de Yanbian         | 延边朝鲜族自治州       | Yánbiān Cháoxiǎnzú Zìzhìzhōu        | Coreano           | Coreano - 연변 조선족 자치주 / Yeonbyeon Joseonjok Jachiju                                                                  | Yanji               |
| Chingai   | Prefeitura autônoma tibetana de Haibei         | 海北藏族自治州         | Hǎiběi Zàngzú Zìzhìzhōu             | Tibetano          | Tibetano - མཚོ་བཡྣང་བོད་རིགས་རང་སྐྱོང་ཁུལ་ / Mtsho-byang Bod-rigs rang-skyong-khul                                                  | Condado de Haiyan   |
| Chingai   | Prefeitura autônoma tibetana de Hainan         | 海南藏族自治州         | Hǎinán Zàngzú Zìzhìzhōu             | Tibetano          | Tibetano - མཚོ་ལྷོ་བོད་རིགས་རང་སྐྱོང་ཁུལ་ / Mtsho-lho Bod-rigs rang-skyong-khul                                                      | Condado de Gonghe   |
| Chingai   | Prefeitura autônoma tibetana de Huangnan       | 黄南藏族自治州         | Huángnán Zàngzú Zìzhìzhōu           | Tibetano          | Tibetano - རྨ་ལྷོ་བོད་རིགས་རང་སྐྱོང་ཁུལ་/ Rma-lho Bod-rigs rang skyong khul                                                          | Condado de Tongren  |
| Chingai   | Prefeitura autônoma tibetana de Golog          | 果洛藏族自治州         | Guǒluò Zàngzú Zìzhìzhōu             | Tibetano          | Tibetano - མགོ་ལོག་བོད་རིགས་རང་སྐྱོང་ཁུལ་ / Mgo-log Bod-rigs rang-skyong-khul                                                       | Condado de Maqên    |
| Chingai   | Prefeitura autônoma tibetana de Yushu          | 玉树藏族自治州         | Yùshù Zàngzú Zìzhìzhōu              | Tibetano          | Tibetano - ཡུལ་ཤུལ་བོད་རིགས་རང་སྐྱོང་ཁུལ་ / Yul-shul Bod-rigs rang-skyong-khul                                                      | Yushu               |
| Chingai   | Prefeitura autônoma mongol e tibetana de Haixi | 海西蒙古族藏族自治州   | Hǎixī Měnggǔzú Zàngzú Zìzhìzhōu     | Mongol e Tibetano | Tibetano - མཚོ་ནུབ་སོག་རིགས་ཆ་བོད་རིགས་རང་སྐྱོང་ཁུལ་ / Mtsho-nub Sog-rigs dang Bod-rigs rang-skyong-khul                              | Delingha            |
| Sujuão    | Prefeitura autônoma tibetana e qiang de Ngawa  | 阿坝藏族羌族自治州     | Ābà Zàngzú Qiāngzú Zìzhìzhōu        | Tibetano e Qiang  | Tibetano - རྔ་བ་བོད་རིགས་ཆ་བ༹ང་རིགས་རང་སྐྱོང་ཁུལ་ / Rnga-ba Bod-rigs dang Chavang-rigs rang skyong khul                              | Condado de Barkam   |
| Sujuão    | Prefeitura autônoma tibetana de Garzê          | 甘孜藏族自治州         | Gānzī Zàngzú Zìzhìzhōu              | Tibetano          | Tibetano - དཀར་མཛེས་བོད་རིགས་རང་སྐྱོང་ཁུལ་ / Dkar-mdzes Bod-rigs rang-skyong khul                                                  | Condado de Kangding |
| Sujuão    | Prefeitura autônoma yi de Liangshan            | 凉山彝族自治州         | Liángshān Yízú Zìzhìzhōu            | Yi                | Yi: ꆃꎭ/Niep Sha | Xichang             |
| Sinquião  | Prefeitura autônoma quirguiz de Kizilsu        | 克孜勒苏柯尔克孜自治州 | Kèzīlèsū Kē'ěrkèzī Zìzhìzhōu        | Quirguiz          | Quirguiz - كىزىلسۋ كىزگىز اۆتونومييالى وبلاستى (alfabeto cirílico: Кыргыз Кызылсу aвтономиялы oбласты)                      | Artux               |
| Sinquião  | Prefeitura autônoma mongol de Bortala          | 博尔塔拉蒙古自治州     | Bó'ěrtǎlā Měnggǔ Zìzhìzhōu          | Mongol            | (Mongol em alfabeto cirílico: Борталын Монгол өөртөө засах тойрог)                                                          | Bortala             |
| Sinquião  | Prefeitura autônoma hui de Changji             | 昌吉回族自治州         | Chāngjí Huízú Zìzhìzhōu             | Hui               | (Os Hui falam Chinês) | Changji             |
| Sinquião  | Prefeitura autônoma mongol de Bayingolin       | 巴音郭楞蒙古自治州     | Bāyīnguōlèng Měnggǔ Zìzhìzhōu       | Mongol            | (Mongol em alfabeto cirílico: Баянголын Монгол өөртөө засах тойрог)                                                         | Korla               |
| Sinquião  | Prefeitura autônoma cazaque de Ili             | 伊犁哈萨克自治州       | Yīlí Hāsàkè Zìzhìzhōu               | Cazaque           | Cazaque: ىله قازاق اۆتونومىيالى وبلىسى (alfabeto cirílico: Іле Қазақ автономиялы облысы); Uyghur: Ili Ķazaķ aptonom oblasti | Iningue             |
| Iunã      | Prefeitura autônoma dai e jingpo de Dehong     | 德宏傣族景颇族自治州   | Déhóng Dǎizú Jǐngpōzú Zìzhìzhōu     | Dai e jingpo      | ? | Luxi                |
| Iunã      | Prefeitura autônoma lisu de Nujiang            | 怒江傈僳族自治州       | Nùjiāng Lìsùzú Zìzhìzhōu            | Lisu              | ? | Liuku, Lushui       |
| Iunã      | Prefeitura autônoma tibetana de Diqing         | 迪庆藏族自治州         | Díqìng Zàngzú Zìzhìzhōu             | Tibetano          | Tibetano - བདེ་ཆེན་བོད་རིགས་རང་སྐྱོང་ཁུལ་ / Bde-chen Bod-rigs rang-skyong khul                                                      | Shangri-La Condado  |
| Yunnan    | Prefeitura autônoma bai de Dali                | 大理白族自治州         | Dàlǐ Báizú Zìzhìzhōu                | Bai               | Bai: Darl•lit Baif•cuf zirl•zirl•zox                                                                                        | Dali                |
| Iunã      | Prefeitura autônoma yi de Chuxiong             | 楚雄彝族自治州         | Chǔxióng Yízú Zìzhìzhōu             | Yi                | ? | Chuxiong            |
| Iunã      | Prefeitura autônoma hani e yi de Honghe        | 红河哈尼族彝族自治州   | Hónghé Hānízú Yízú Zìzhìzhōu        | Hani e yi         | ? | Mengzi              |
| Iunã      | Prefeitura autônoma zhuang e miao de Wenshan   | 文山壮族苗族自治州     | Wenshān Zhuàngzú Miáozú Zìzhìzhōu   | Zhuang e miao     | ? | Wenshan             |
| Iunã      | Prefeitura autônoma dai de Xishuangbanna       | 西双版纳傣族自治州     | Xīshuāngbǎnnà Dǎizú Zìzhìzhōu       | Dai               | Tai Lue: ᦈᦹᧈᦈᦹᧈᦵᦋᦲᧁᦘᦱᦉᦱᦺᦑ᧑᧒ᦗᧃᦓᦱ                                                                                             | Jinghong            |